# Ipoprotrombinemia
L'ipoprotrombinemia è una patologia ematologica nella quale la carenza di protrombina (o Fattore II) genera un difetto alla coagulazione del sangue che aumenta il rischio di emorragie (diatesi emorragica), in particolare nel sistema gastrointestinale, nella volta cranica e nell'apparato tegumentario superficiale.

## Eziologia
L'ipoprotrombinemia può essere causata da alterazioni genetiche, può essere acquisita come prodotto di altre patologie o può essere l'effetto collaterale di una terapia farmacologica. Ad esempio il 5-10% dei pazienti con lupus eritematoso sistemico mostrano una ipoprotrombinemia acquisita a causa di autoanticorpi che legano la protrombina e la rimuovono dal torrente circolatorio.

## Trattamento
L'ipoprotrombinemia può essere trattata con periodiche infusioni di protrombina purificata.